# Joseph T. McNarney
Joseph T. McNarney, all'anagrafe Joseph Taggart McNarney (Emporium, 28 agosto 1893 – La Jolla, 1º febbraio 1972), è stato un generale statunitense.

## Biografia

### I primi anni
Joseph Taggart McNarney nacque il 28 agosto 1893 a Emporium, in Pennsylvania. Si diplomò alla United States Military Academy nel giugno del 1915 e divenne Secondo Luogotenente di fanteria. McNarney prestò servizio con il 21º fanteria nelle Vancouver Barracks, Washington, e con il 37º fanteria a Yuma, Arizona. Nel luglio del 1916 divenne Primo Luogotenente e iniziò anche alcune lezioni di volo a San Diego, California. L'anno successivo era il più giovane militare d'esercito a venire trasferito nell'aviazione. Divenne così istruttore in meteorologia e radio telegrafia e venne promosso capitano nel maggio del 1917.

### La prima guerra mondiale
McNarney si recò in Francia nel 1917 e divenne assistente del 1º corpo di scuola aeronautica. Aderì al quartier generale dell'aeronautica nel gennaio del 1918. McNarney aiutò anche il 2º corpo di scuola aeronautica e diresse il 1º squadrone aereo di stanza a Toul. Venne promosso maggiore nel giugno del 1918. Durante l'offensiva di Chateau Thierry divenne comandante ufficiale del 1º corpo di osservatori e capo del servizio aereo del III corpo nonché membro dello staff el servizio aereo della 1ª armata. Comandò il corpo aereo durante l'offensiva di St. Mihiel e il V corpo durante l'offensiva della Mosa-Argonne. Nel febbraio 1919 divenne comandante ufficiale della 2ª armata di osservatori e venne promosso Luogotenente Colonnello nel maggio del 1919. Mentre si trovava acquartierato a Parigi, McNarney scrisse un manuale di osservazione aerea.

### Il periodo tra le due guerre
Ritornò negli Stati Uniti nell'ottobre del 1919 per prendere l'incarico della gestione della scuola di volo di Gerstner Field, Louisiana. Nel settembre del 1920 tornò al suo grado di capitano. Si recò a Langley Field, Virginia, nel novembre di quell'anno rimanendovi per cinque anni come studente e istruttore in quello che fu la Air Corps Tactical School. McNarney si diplomò con lode al Command and General Staff School a Fort Leavenworth, Kansas, e trascorse i successivi tre anni nell'intelligence, sezione aerea del dipartimento di guerra. Nell'agosto del 1930 completò i propri studi con la frequentazione di un corso all'Army War College e si recò a March Field, California, come comandante ufficiale della Primary Flying School, spostata in quel luogo dalla sede originale di Randolph Field, Texas. Prestò servizio anche come ufficiale del VII gruppo bombe a March Field.
McNarney fu istruttore dell'Army War College a Washington dall'agosto del 1933 al marzo del 1935, quando venne spostato a Langley Field, Virginia, con l'intento di organizzare il nuovo quaertier generale della Air Force. Nel luglio del 1938 venne assegnato alla base militare di Hamilton Field in California per poi tornare a Washington in meno di un anno.
McNarney divenne membro della commissione unita aeronautica-marina nel giugno del 1939. Il marzo successivo venne promosso Colonnello (tenendo conto della promozione che già in guerra aveva ottenuto) e in maggio venne nominato quale membro al tavolo di difesa Canada-Stati Uniti. Divenne Brigadiere Generale nell'aprile del 1941. Un mese dopo venne assegnato come capo dello staff del gruppo osservatori di Londra prestando servizio sino al dicembre del 1941.

### La seconda guerra mondiale
Dopo l'attacco di Pearl Harbor prestò servizio nella Roberts Commission che aveva ilcompito di investigare sui comandanti d'esercito e di marina nelle Hawaii. Nel gennaio del 1942 McNarney venne promosso Maggiore Generale e nominato al dipartimento per la riorganizzazione dell'esercito. Divenne Luogotenente Generale nel giugno successivo, sviluppando nel contempo un piano anti-sottomarino per proteggere le aree costiere dell'Atlantico.
McNarney fu uno degli uomini il cui nome venne fatto per dirigere la Guerra del Pacifico, ma non venne prescelto. McNarney si recò in Europa come deputato del supremo comando alleato nel teatro del Mediterraneo comandando le forze statunitensi dell'area dall'ottobre del 1944. Venne promosso generale nel marzo del 1945 e nel settembre di quello stesso anno divenne comandante del supremo comando alleato nel Mediterraneo per poi passare alla direzione dell'area della Germania occupata affidata agli americani.

### Dopo la seconda guerra mondiale
Il Generale McNarney ritornò negli Stati Uniti come membro della commissione militare dell'ONU a New York nel marzo del 1947. Divenne comandante generale dell'Air Materiel Command alla Wright-Patterson Air Force Base nell'Ohio nell'ottobre del 1947, lasciando poi questo incarico per divenire capo del dipartimento della commissione della difesa nel settembre del 1949. McNarney si ritirò dall'esercito il 31 gennaio 1952 per poi morire il 1º febbraio 1972 a La Jolla, California.